# 漢方養生指導士
漢方養生指導士（かんぽうようじょうしどうし）は、一般社団法人日本漢方養生学協会が認定する民間資格である。
漢方養生指導士とは、漢方理論に基づいて、季節や体調・体質に合わせた養生をおこない、心もからだも健やかな生活をつくり、指導できる人。病院に行くほどではない不調が増加している現代、「予防医学」ともいえる漢方を学ぶことで、自分や家族、周りの大切な人の健康を支える柱になることができます。
漢方養生指導士の資格取得のためのコースは、レベルやジャンルに応じて、ベーシック、アドバンス、漢茶マスター、薬膳マスター、薬物学マスター、臨床マスターがある。前段階として「薬膳・漢方検定」がある。

## 概要
薬日本堂（くすりにほんどう）が運営する薬日本堂漢方スクールの各コースを受講した後、認定試験に合格すると、資格認定される。
一般社団法人 日本漢方養生学協会は、広く一般に対して、漢方・養生の更なる普及活動の推進を行うことにより、社会全体の公衆衛生向上に貢献すること、また公衆衛生向上に貢献するに留まらず、更なる社会貢献の探求実行により、世界平和の実現に寄与することを目的とし、目的達成を念頭におく会員の諸活動及び学習活動を支援している。その一環として、本協会は漢方養生指導士の資格認定及び育成を行っており、漢方・養生に関するセミナー、講演、イベント、勉強会等を開催している。

### 漢方養生指導士 ベーシックコース
「暮らしの中で役立つ漢方の基礎が学べる」。漢方の基礎を理解し、日々の生活の中に「養生」を取り入れ、健やかな生活をおくるためのアドバイスができる人を養成するコース。
※「漢方養生指導士 ベーシックコース」（通学・オンライン・通信）受講後、資格試験合格で「漢方養生指導士 ベーシック」に認定。

### 漢方養生指導士 アドバンスコース
「からだを診る力を養い、養生を実践・提案できる人に」。漢方の基礎を身につけ、からだを診て、季節や体質にあわせた養生生活のアドバイスができる人を養成するコース。（受講資格：漢方養生指導士 ベーシック資格取得者）
※「漢方養生指導士 アドバンスコース」（通学・オンライン・通信）受講後、資格試験合格で「漢方養生指導士 アドバンス」に認定。

### 漢方養生指導士 漢茶マスターコ―ス
「体質に合った漢茶ブレンドのスペシャリストに」。食薬の効能についての知識をもち、体調や体質にあった漢茶を提案できる人を養成するコースです。（受講資格：漢方養生指導士 アドバンス資格取得者）
※「漢方養生指導士 漢茶マスターコース」（通学）受講後、資格試験合格で「漢方養生指導士 漢茶マスター」に認定。

### 漢方養生指導士 薬膳マスターコ―ス
「身近な食材の効能を理解し、レシピを作れる」。身近な食材の効能を理解し、漢方理論をベースに体調や体質にあったレシピを提案できる人を養成するコース。（受講資格：漢方養生指導士 アドバンス資格取得者）
※「漢方養生指導士 薬膳マスターコース」（通学・オンライン）受講後、資格試験合格で「漢方養生指導士 薬膳マスター」に認定。

### 漢方養生指導士 薬物学マスターコ―ス
「生薬と漢方薬の効能を深く学び、不調に合わせた使い方を学べる」。生薬と漢方薬の効能を深く理解し、漢方薬を適切に扱える人を養成するコース。（受講資格：漢方養生指導士 アドバンス資格取得者）
※「漢方養生指導士 薬物学マスターコース」（通学・オンライン）受講後、資格試験合格で「漢方養生指導士 薬物学マスター」に認定。

### 漢方養生指導士 臨床マスターコ―ス
「不調の原因に合わせて漢方薬を選べる、臨床現場で役立つレベルへ」不調の原因を診たて、病気の予防・改善のための漢方薬選定と生活指導ができる人を養成するコース。（受講資格：漢方養生指導士 薬物学マスター資格取得者）
※「漢方養生指導士 臨床マスターコース」（通学・オンライン）受講後、資格試験合格で「漢方養生指導士 臨床マスター」に認定。

## 認定指定校
- 青山校 - 東京都渋谷区神宮前5-53-67 コスモス青山 WEST 棟 1Ｆ
- 大阪校 - 大阪府大阪市北区梅田1丁目11番4-1200号 大阪駅前第4ビル12階 7号室
- 仙台校 - 宮城県仙台市青葉区一番町2丁目3番10号 カルチャー仙台ビル2階

## 芸能界の資格取得者[要出典]
- アンミカ
- 千国めぐみ
- 和田奈美佳
- 石井正則